# 서터우향

서터우 향의 위치

서터우향(한국어: 사두향, 중국어: 社頭鄉, 병음: Shètóu Xiāng)은 중화민국 장화 현의 향이다. 넓이는 36.1449km2이고, 인구는 2015년 8월 기준으로 43,504명이다.

## 교통
- 타이완 철로관리국 종관선